# 周維新 (嘉慶進士)
周维新，河南光州人。清朝官员。同进士出身。
嘉慶二十二年（1817年）丁丑科三甲进士。道光十四年（1834年）任福建邵武府建宁县知县。